# Leander de Cordova
Leander de Cordova, né le 5 décembre 1877 à Kingston (Jamaïque), et mort le 19 septembre 1969 à Los Angeles, est un réalisateur et acteur jamaïcain.

## Filmographie

### Comme réalisateur
- 1919 : A Scream in the Night, coréalisé avec Burton L. King
- 1920 : Love, Honor and Obey
- 1920 : Polly with a Past
- 1922 : Swallow
- 1925 : She (en), coréalisé avec G.B. Samuelson (en)
- 1929 : After the Fog
- 1931 : Trails of the Golden West

### Comme acteur (partiel)

#### au cinéma
- 1937 : Dick Tracy (en) d'Alan James et Ray Taylor
- 1937 : Le Secret des chandeliers (The Emperor's Candlesticks), de George Fitzmaurice
- 1939 : La Baronne de minuit (Midnight), de Mitchell Leisen
- 1939 : Torture Ship (en), de Victor Halperin
- 1939 : Zorro et ses légionnaires (Zorro's Fighting Legion), serial de William Witney et John English
- 1943 : Mission à Moscou (Mission to Moscow), de Michael Curtiz
- 1945 : Yolanda et le Voleur (Yolanda and the Thief), de Vincente Minnelli
- 1946 : Gilda, de Charles Vidor
- 1947 : Angoisse dans la nuit (Fear in the Night), de Maxwell Shane
- 1947 : Othello (A Double Life), de George Cukor
- 1948 : La Descente tragique (Albuquerque), de Ray Enright
- 1948 : Casbah, de John Berry

#### à la télévision
- 1959 : Highway Patrol (en) (série télévisée) (1 épisode)